# Marvel Puzzle Quest
Marvel Puzzle Quest è un videogioco rompicapo multipiattaforma del 2013 sviluppato da Demiurge Studios e basato sulla serie Marvel.

## Trama
Norman Osborn viene nominato responsabile della sicurezza degli Stati Uniti dopo aver svolto un ruolo chiave durante l'invasione segreta operata dagli Skrull. Nonostante la facciata, Osborn rimane un criminale psicopatico, che costringe i Vendicatori originali ad agire nell'ombra e approfitta dell'occasione per mettere insieme una squadra di supercattivi che in teoria dovrebbero difendere la patria. Così, In seguito alla diffusione incontrollata dell'Iso-8, la comunità dei supereroi interviene per riassumere il controllo della situazione.

## Modalità di gioco

### Modalità Storia
La modalità storia è composta da diverse missioni che a sua volta vengono racchiuse in 5 capitoli, e sono:
- H.A.M.M.E.R. (11 missioni - 26 premi ottenibili)
- Juggernaut (15 missioni - 52 premi ottenibili)
- Venom (14 missioni - 56 premi ottenibili)
- Oscorp (16 missioni - 64 premi ottenibili)
- Dark Avengers (15 missioni - 60 premi ottenibili)

#### Deadpool's Daily Challenge
È un capitolo speciale della modalità storia che si presenta diversamente ogni giorno. In queste missioni è possibile ottenere premi come l'ISO-8 e copertine in modo da potenziare i propri personaggi da 2 stelle o superiori. Inoltre, affrontando i vari nemici presenti all'interno di queste sfide, è possibile ottenere, attraverso i gettoni "Tacos", ben 1000 punti eroe o la rara copertina di Deadpool, personaggio che presenta la sfida giornaliera.

### Personaggi
| Personaggio     | Tipo                     | Rarità |
| --------------- | ------------------------ | ------ |
| Black Widow     | Moderno                  | *      |
| Hawkeye         | Classico                 | *      |
| Iron Man        | Modello 35               | *      |
| Juggernaut      | Classico                 | *      |
| Storm           | Moderno                  | *      |
| Venom           | Dark Avengers Spider-Man | *      |
| Yelena Belova   | Dark Avengers Widow      | *      |
| Ares            | Dark Avengers            | **     |
| Black Widow     | Originale                | **     |
| Bullseye        | Dark Avengers Hawkeye    | **     |
| Captain America | Moderno                  | **     |
| Captain Marvel  | Ms. Marvel               | **     |
| Daken           | Dark Avengers Wolverine  | **     |
| Hawkeye         | Moderno                  | **     |
| Human Torch     | Johnny Storm             | **     |
| Magneto         | Marvel NOW!              | **     |
| Moonstone       | Dark Avengers Ms. Marvel | **     |
| Spider-Man      | Bag-Man                  | **     |
| Storm           | Classico                 | **     |
| Thor            | Marvel NOW!              | **     |
| Wolverine       | Astonishing X-Men        | **     |
| Beast           | Classico                 | ***    |
| Black Panther   | T'Challa                 | ***    |
| Black Widow     | Costume Grigio           | ***    |
| Blade           | Daywalker                | ***    |
| Captain America | Steve Rogers             | ***    |
| Captain Marvel  | Moderno                  | ***    |
| Colossus        | Classico                 | ***    |
| Cyclops         | Uncanny X-Men            | ***    |
| Daken           | Classico                 | ***    |
| Daredevil       | Classico                 | ***    |
| Deadpool        | It's Me, Deadpool!       | ***    |
| Doctor Doom     | Classico                 | ***    |
| Dottor Octopus  | Otto Octavius            | ***    |
| Falcon          | Mighty Avengers          | ***    |
| Gamora          | Guardians of the Galaxy  | ***    |
| The Hood        | Classico                 | ***    |
| Hulk            | Indestructible           | ***    |
| Human Torch     | Classico                 | ***    |
| Iron Fist       | Immortal Weapon          | ***    |
| Iron Man        | Modello 40               | ***    |
| Kamala Khan     | Ms. Marvel               | ***    |
| Loki            | Dark Reign               | ***    |
| Luke Cage       | Hero For Hire            | ***    |
| Magneto         | Classico                 | ***    |
| Mystica         | Raven Darkholme          | ***    |
| Psylocke        | Classico                 | ***    |
| The Punisher    | Dark Reign               | ***    |
| Ragnarǫk        | Dark Avengers Thor       | ***    |
| Rocket & Groot  | Most Wanted              | ***    |
| Sentry          | Dark Avengers            | ***    |
| She-Hulk        | Moderno                  | ***    |
| Spider-Man      | Classico                 | ***    |
| Squirrel Girl   | Unbeatable               | ***    |
| Storm           | Mohawk                   | ***    |
| Thor            | Moderno                  | ***    |
| Wolverine       | Patch                    | ***    |
| Devil Dinosaur  | Gigantic Reptile         | ****   |
| Elektra         | Unkillable               | ****   |
| Invisible Woman | Classico                 | ****   |
| The Kingpin     | Wilson Fisk              | ****   |
| Nick Fury       | Director of S.H.I.E.L.D. | ****   |
| Professor X     | Charles Xavier           | ****   |
| Star-Lord       | Legendary Outlaw         | ****   |
| Drax            | The Destroyer            | ****   |
| Mantis          | Guardians of the Galaxy  | ****   |
| Thor            | Goddess of Thunder       | ****   |
| Wolverine       | X-Force                  | ****   |